# Londonderry CDP (Vermont)
Londonderry es un lugar designado por el censo ubicado en el condado de Windham en el estado estadounidense de Vermont. En el Censo de 2020 tenía una población de 180 habitantes y una densidad poblacional de 185,57 habitantes por km². Fue incluido como CDP en el censo de 2020.

## Geografía
Londonderry se encuentra ubicado en las coordenadas 43°13′42″N 72°48′41″O / 43.22833, -72.81139. Según la Oficina del Censo de los Estados Unidos,  tiene una superficie total de 0,97 km², de la cual 0,92 km² corresponden a tierra firme y 0,05 km² a agua.